# Закиев, Руслан Абуталипович
Руслан Абуталипович Закиев (каз. Руслан Абуталипұлы Закиев; 13 июня 1975, Чемолган, КазССР) — казахстанский общественный деятель, Руководитель Фонда "Диабетический родительский комитет", Экс-президент Диабетической Ассоциации Республики Казахстан.

## Биография
Родился в посёлке Чемолган. Получил образование в области информационных технологий. Работал в коммерческом и IT-секторе. С начала 2010-х годов сосредоточился на правозащитной и просветительской деятельности в сфере охраны здоровья. В 2015 году создал сайт Diadetki.kz, посвящённый проблематике сахарного диабета, который стал первым специализированным ресурсом для родителей детей с СД1 в Казахстане.

## Общественная деятельность
Начиная с 2015 года, занимается общественной деятельностью в области защиты прав детей, живущих с сахарным диабетом 1 типа, является организатором ряда мероприятий для таких детей.
Является одним из учредителей Общественного Объединения "Волонтерское движение Lider.kz", с 2016 года волонтер-поисковик данного ОО. Специализируется на поиске без вести пропавших в горных районах.
С начала 2019 по май 2020 года являлся вице-президентом Диабетической Ассоциации РК (ДАРК). За это время выступил организатором проекта «Лето твоего пробуждения» для детей и подростков, живущих с сахарным диабетом, провел выездную летнюю школу для детей с привлечением инструкторов-наставников из числа молодежи с сахарным диабетом. Организовал серию психологических тренингов для детей с диабетом. Принимал участие в рабочих группах по обновлению стандарта оказания эндокринологической помощи. Оказал практическую помощь в восстановлении прав на амбулаторное лекарственное обеспечение (АЛО) в рамках гарантированного объема бесплатной медицинской помощи более чем 250 пациентам с диабетом.
С 01.06.2020 Президент ДАРК. Член Общественной рабочей группы ТОО СК-Фармация. При его участии был впервые проведены мероприятия, посвящённые World Diabetes Day в формате on-line на специально созданной веб платформе. В начале 2023 года, при непосредственном участии Руслана Закиева впервые введена норма об обеспечении инсулиновыми помпами отдельных категорий пациентов с сахарным диабетом старше 18 лет, к которым относятся учащиеся колледжей, студенты очной формы обучения ВУЗов и беременные.
с 30.07.2021 является членом Совета по взаимодействию и сотрудничеству Министерства Здравоохранения Республики Казахстан с неправительственными организациями.
с 11.04.2023 является директором Общественного Фонда "Диабетический родительский комитет"  

## Семья
Женат, имеет четверых детей. Один из детей — удочерённая дочь. Семью считает источником моральной силы и личной мотивации в социальной и правозащитной работе.

## Награды и звания
- 2020 — Благодарственное письмо Министра информации и общественного развития Республики Казахстан
- 2021 — Медаль "Қазақстан Республикасының тәуелсіздігіне 30 жыл" (указ Президента РК)
- 2022 — Благодарственное письмо Чрезвычайного и Полномочного Посла Украины
- 2022 — Благодарственное письмо Уполномоченного по правам ребёнка в Республике Казахстан с вручением нагрудного знака
- 2025 — Благодарственное письмо Министра здравоохранения Республики Казахстан